# Nils Landerbeck
Nils Landerbeck, född 3 februari 1735 i Kalmar, död 24 maj 1810 i Uppsala, var en svensk matematiker.
Landerbeck blev efter avslutade studier i Uppsala filosofie magister 1767 och docent i fysik 1771. Sedan han därefter successivt varit extra ordinarie adjunkt i astronomi, adjunkt i matematik och naturkunnighet samt extra ordinarie professor, utnämndes han 1795 till ordinarie professor i matematik vid Uppsala universitet. Han var universitets rektor hösten 1801 och hösten 1808. Han blev ledamot av Vetenskapsakademien 1786 och av Vetenskapssocieteten i Uppsala 1798.
Landerbecks vetenskapliga skrifter kännetecknas mer av kvantitet än kvalitet. De flesta av hans avhandlingar är dels införda i Vetenskapsakademiens Handlingar, dels utgivna i disputationsform. De förra behandlar visserligen till största delen speciella frågor ur differential- och integralräkningen - en gren av matematiken, som under denna tid i Sverige ansågs utgöra den matematiska vetenskapens högsta och svåraste del - men innehåller ingenting originellt. Inte heller hans akademiska avhandlingar, vilka uppgår till något mer än ett tjugotal, erbjuder någon självständig behandling av de uppställda problemen. Han var inspektor för Kalmar nation i Uppsala 1790-1810.